# Tarackbúza
A tarackbúza (Elymus repens) az egyszikűek (Liliopsida) osztályának perjevirágúak (Poales) rendjébe, ezen belül a perjefélék (Poaceae) családjába tartozó faj. Népies nevei: közönséges tarackbúza, ebgyógyítófű, tarackfű, tarack.

## Előfordulása
A tarackbúza Európa és Ázsia mérsékelt éghajlatú részein, Izlandtól a Koreai-félszigetig, továbbá Északnyugat-Afrikában és az indiai szubkontinensen honos gyom-, és gyógynövény. Észak- és Dél-Amerikába, valamint Új-Zélandra és Ausztráliába betelepítették ezt a növényfajt.

## Alfajai
- Elymus repens subsp. arenosus Melderis, Bot. J. Linn. Soc. 76: 379 (1978)
- Elymus repens subsp. atlantis (Maire) Ibn Tattou, Bocconea 8: 218 (1998)
- Elymus repens subsp. calcareus (Cernjavski) Melderis, Bot. J. Linn. Soc. 76: 380 (1978)
- Elymus repens subsp. repens

## Megjelenése
A tarackbúza évelő szálfű, töve messze kúszó tarackokkal terjed. Magas növésű, részben nem virágzó hajtásaival nagy csoportokat képez. Egy-egy tőnek 10-200 hajtása van. Minél idősebb, hajtásai annál sűrűbbek. A szárak 40-150 centiméter magasak, felállók, alul olykor hajlottak, simák. Levelei a szárral együtt tompazöldek, néha kékesszürke deres bevonattal, ami letörölhető. A hegyes levélfülecskék röviden pillásak körülölelik a szárat. A nyelvecske 1 mm-nél kisebb, hártyás szegély alakjában fejlődik ki. A levélhüvely hengeres, kopasz vagy szőrös. A levéllemez kihegyesedő, 6-18 centiméter hosszú, 3-10 milliméter széles, felül rövid szőrös, ezért kissé érdes. A levélerek áteső fényben fehér csíkok. Kalásza 8-12 centiméter hosszú, felálló vagy elhajló, ritkábban bókoló. A kalásztengelyen két oldalon ülnek a füzérkék, ezek lazák, vagy tömöttebben állóak, 10–20 milliméter hosszúak, 3-8 virágúak, többé-kevésbé elliptikusak, laposan összenyomottak. A füzérke szélesebbik oldala néz a szár felé. A pelyvák 12 milliméter hosszúra is kifejlődhetnek, lándzsásak, ormósak, az ormók a csúcsuk felé érdesek is lehetnek, ereik száma 3-7. Csúcsuk szálkaszerű csúcsba fut ki. A külső toklász elérheti a 13 milliméter hosszúságot, ereinek száma 5, gyakran rövid szálkaszerű csúcsa van. A belső toklásznak két ormója érdes.

## Életmódja
A tarackbúza mérsékelt égövi területeken gyakori. Magyarországon felhagyott kultúrák, erdőterületek és szántók gyomtársulásainak tömegesen előforduló, társulásalkotó gyomnövénye. A tarackbúza legelőkön, réteken, kopár területeken igen gyakori. Gyakori és kifejezetten terhes gyomnövény. Közismertek a föld alatti, világos színű tarackjai, amelynek minden darabja újból teljes értékű növényt képes kihajtani.

## Gyűjtése
Több méter hosszú és elágazó tarackjait virágzás (Agropyri repentis flos) idején (június–augusztus) gyűjtik, rendszerint gyomos területekről szántás után boronával szedik össze. A tarackos gyökértörzset (Agropyri repentis rhizoma), a levélmaradványoktól és gyökerektől megtisztítva napon szárítják. (beszáradás 2,5:1).

## Hatóanyagai
3-8% polifruktán (inulinszerű triticin), 10% nyálka-poliszacharid, szaponin, 2-3% cukoralkohol (mannitol, inozitol), 0,01-0,05% illóolaj, agropyren poliin, vanillosid, fenilkarbonsavak, kovasav, szilikátok.

## Alkalmazás
Tarackjai fontos hatóanyagokat és vitaminokat tartalmaznak, gyomor- és veseteák alkotóelemei. Tarackjai pörkölve kávépótlók. A népgyógyászatban is használt vizelethajtó, vizeletképzést fokozó szer (diureticum) hólyaghurut, hólyag- és vesekő megbetegedések valamint köhögés és  légcsőhurut ellen. Külsőleg hámosító, főleg pattanásos bőr kezelésére használják.

## Képek

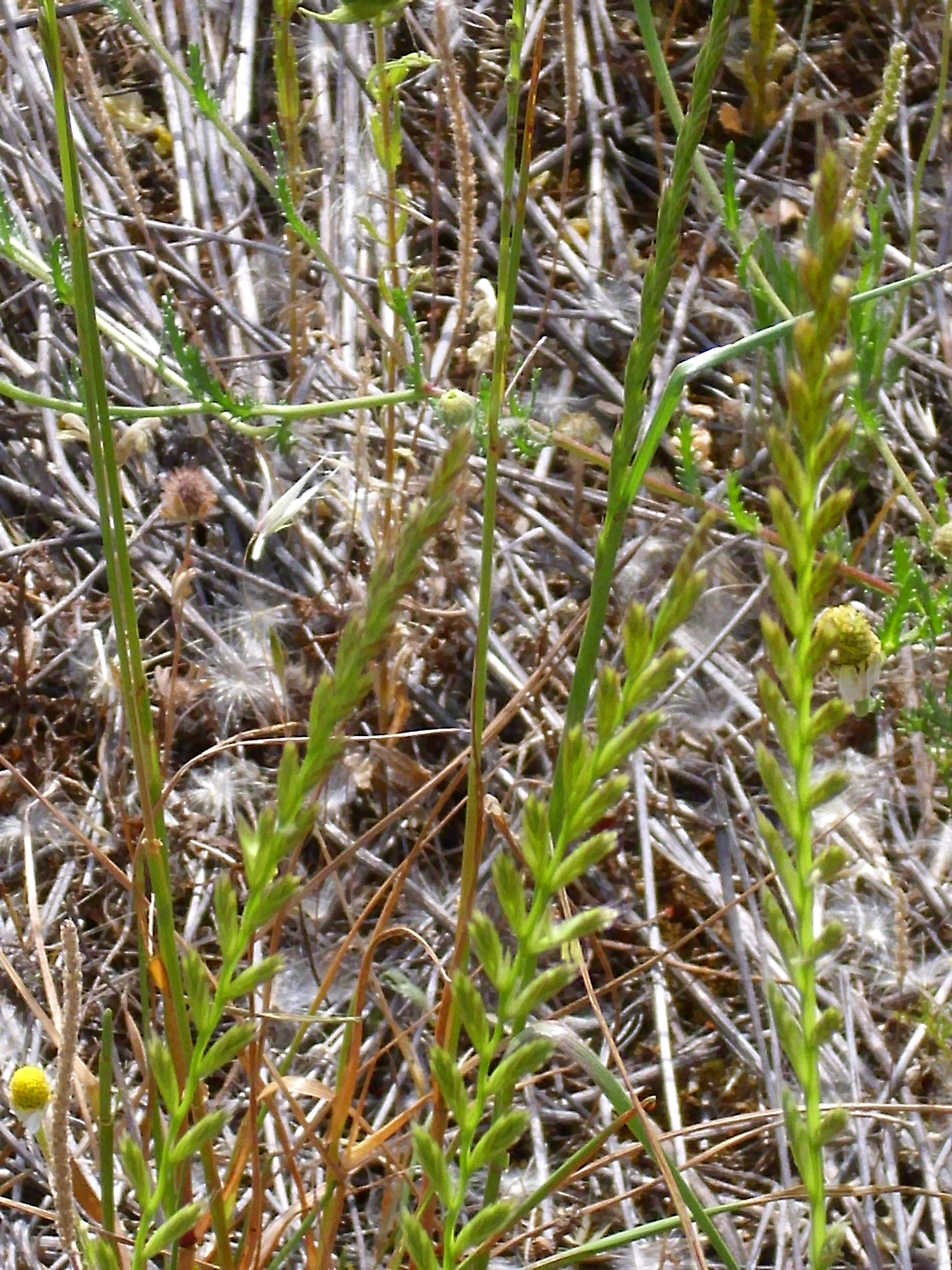
A növény
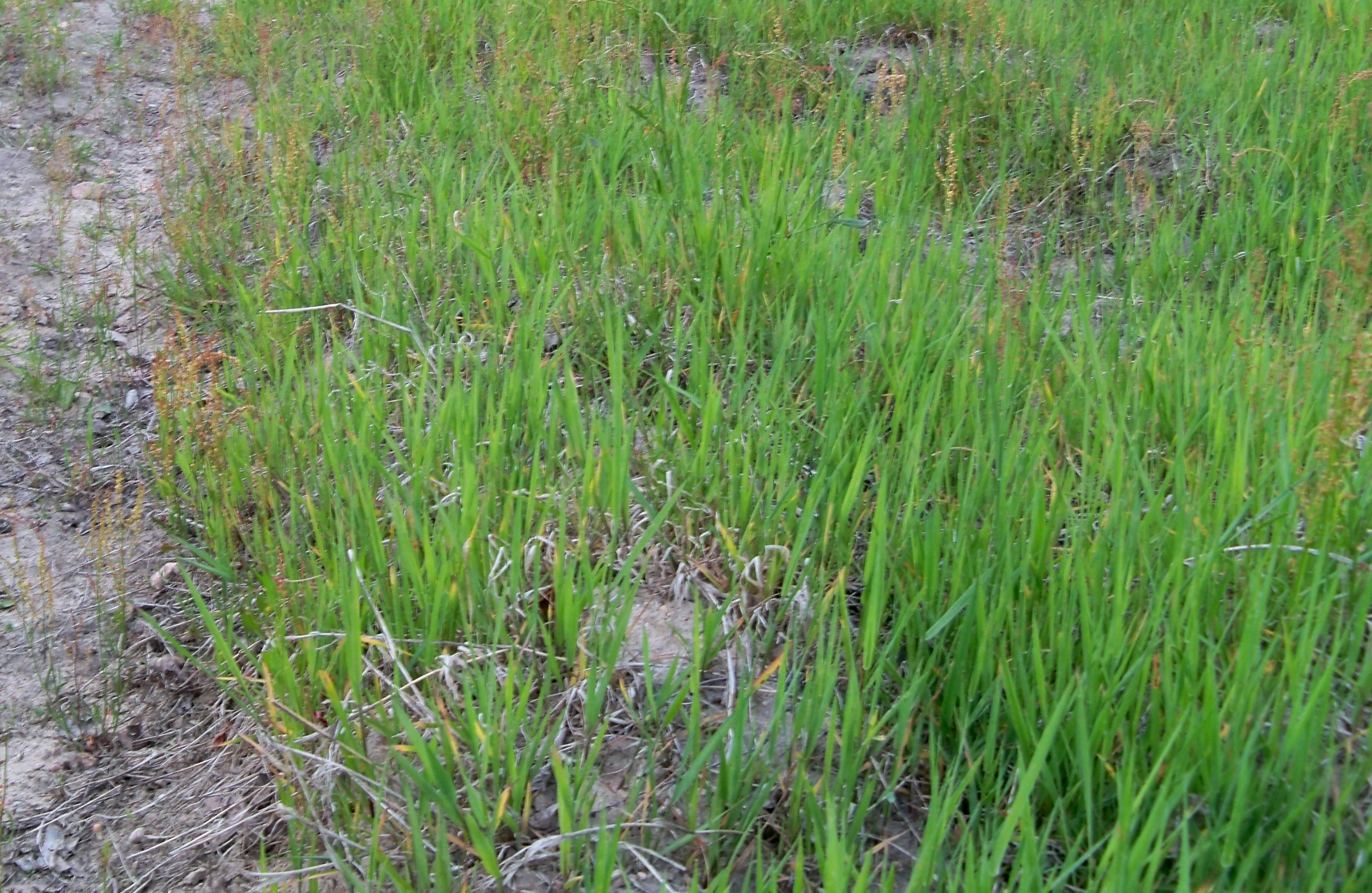
a szabad
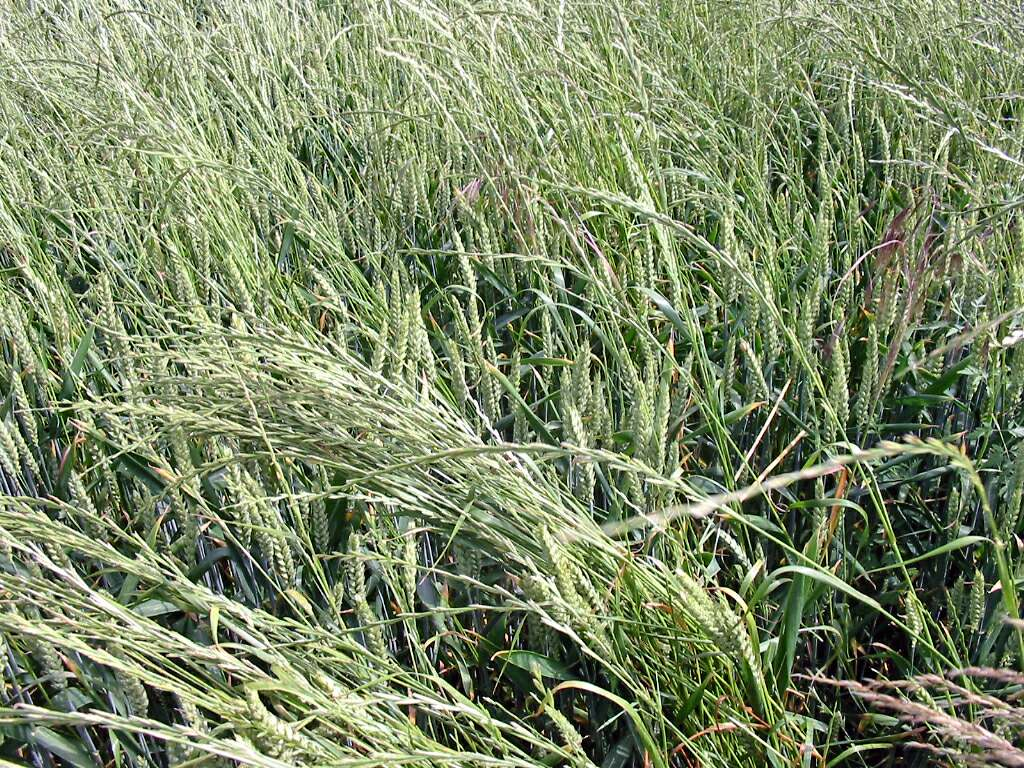
természetben
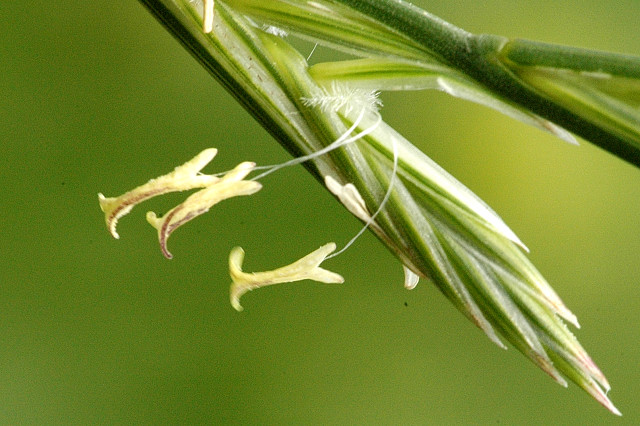
Virágai
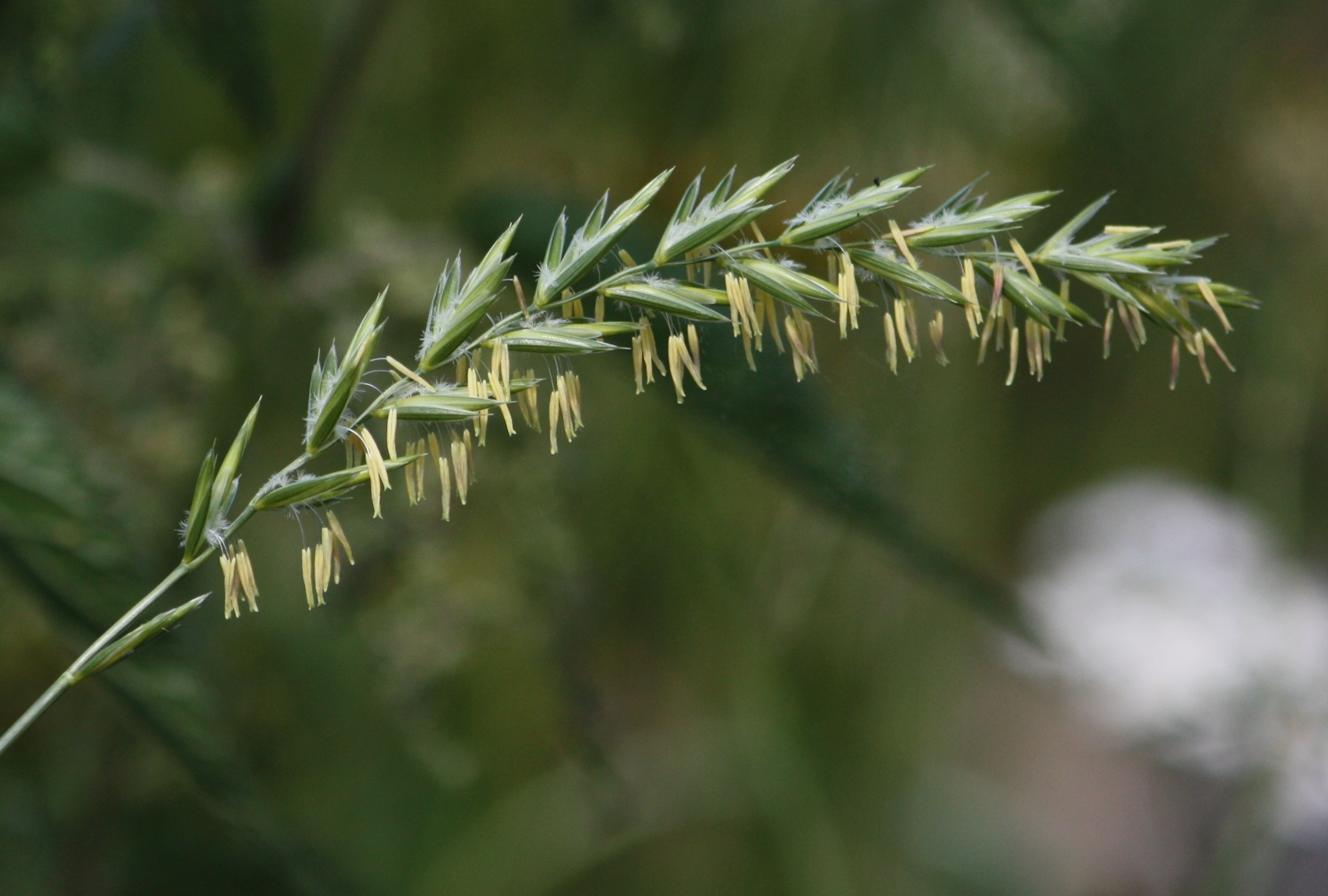
Kalászai
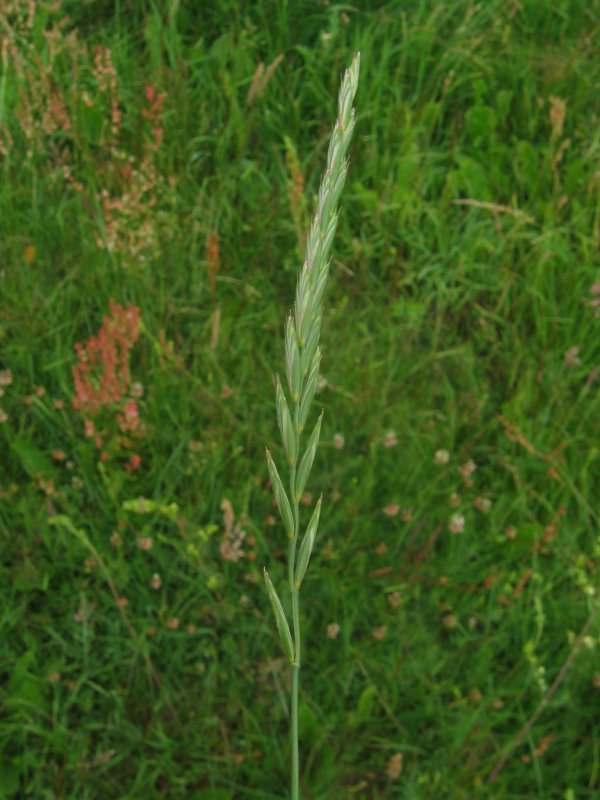
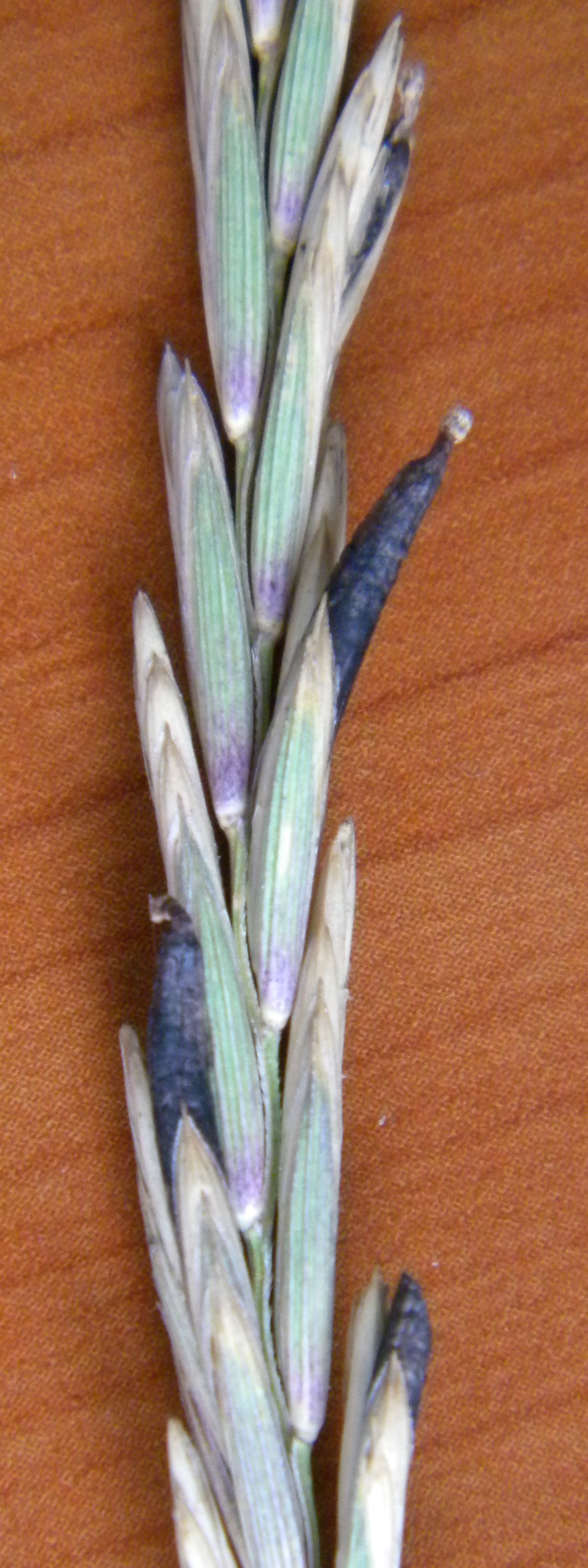
közelről
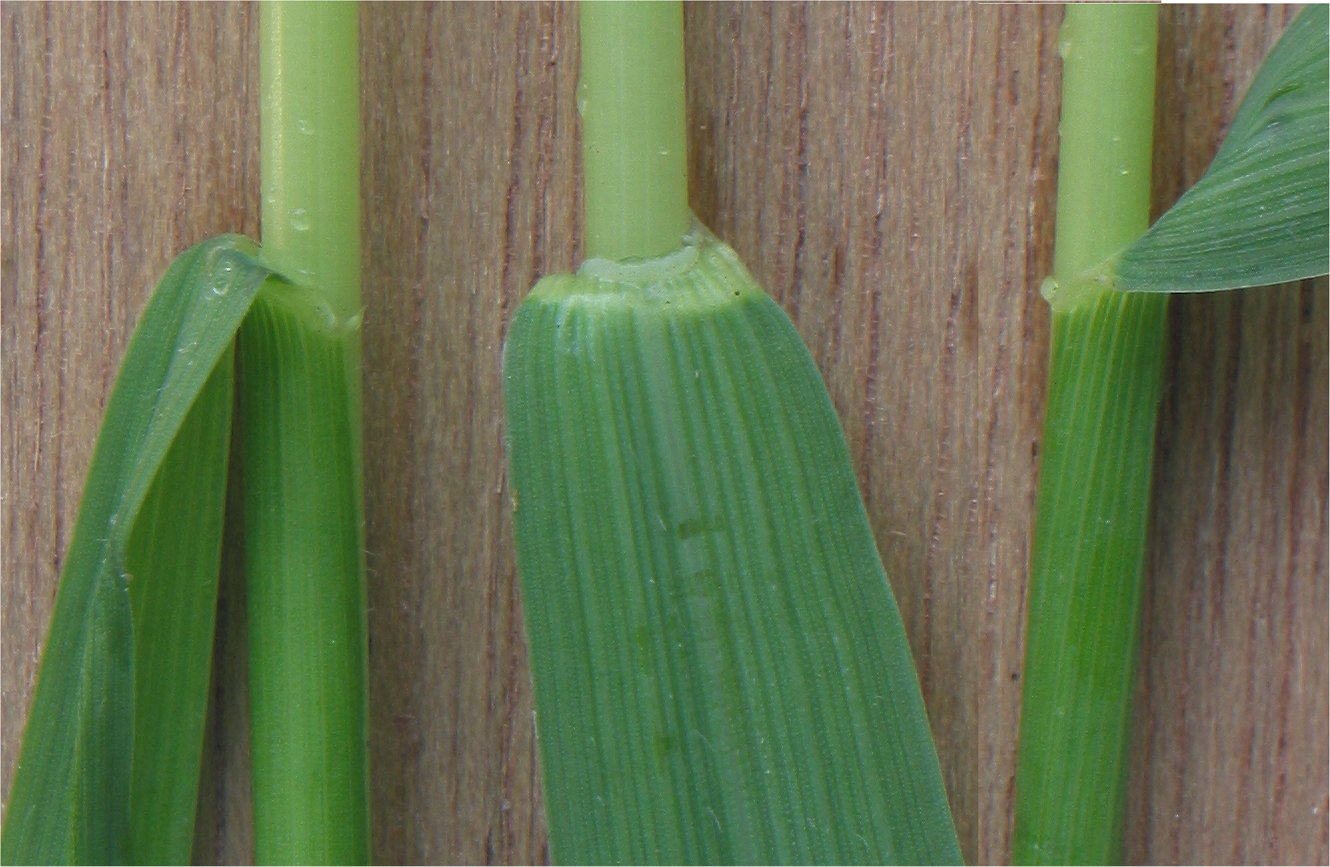
Szárai levelekkel
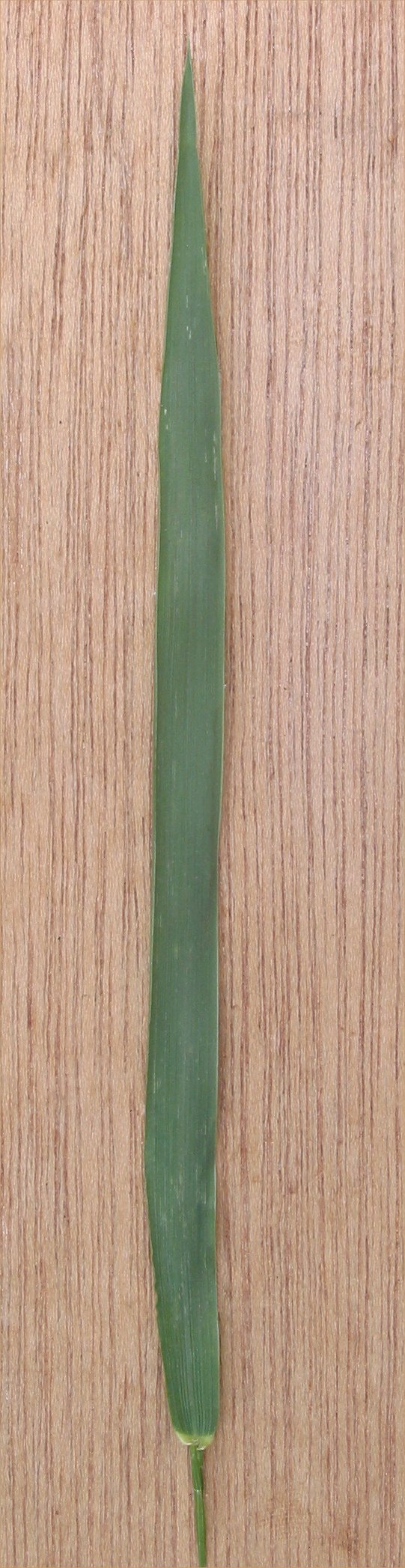
Levele
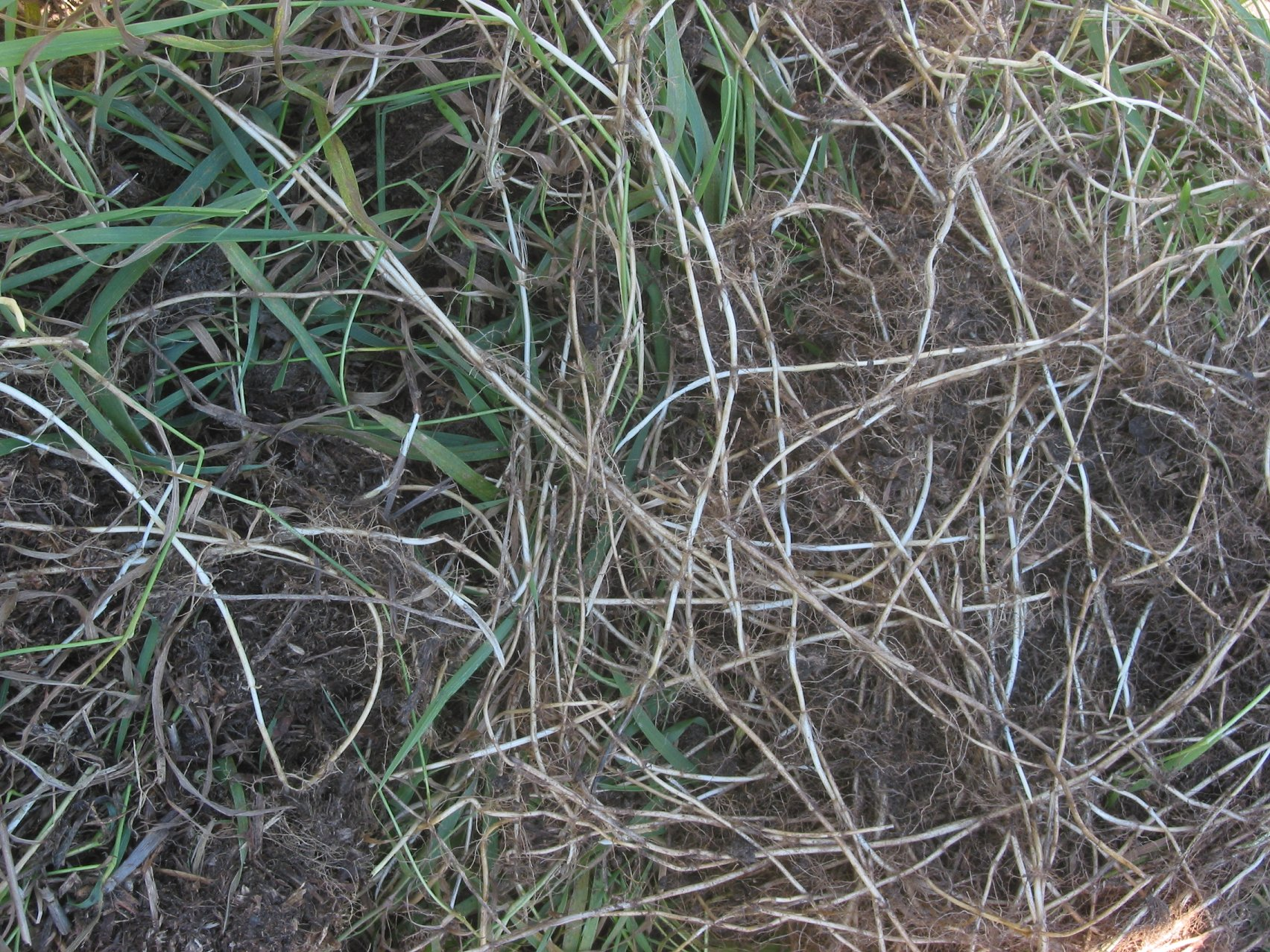
Gyöktörzsei, azaz tarackjai
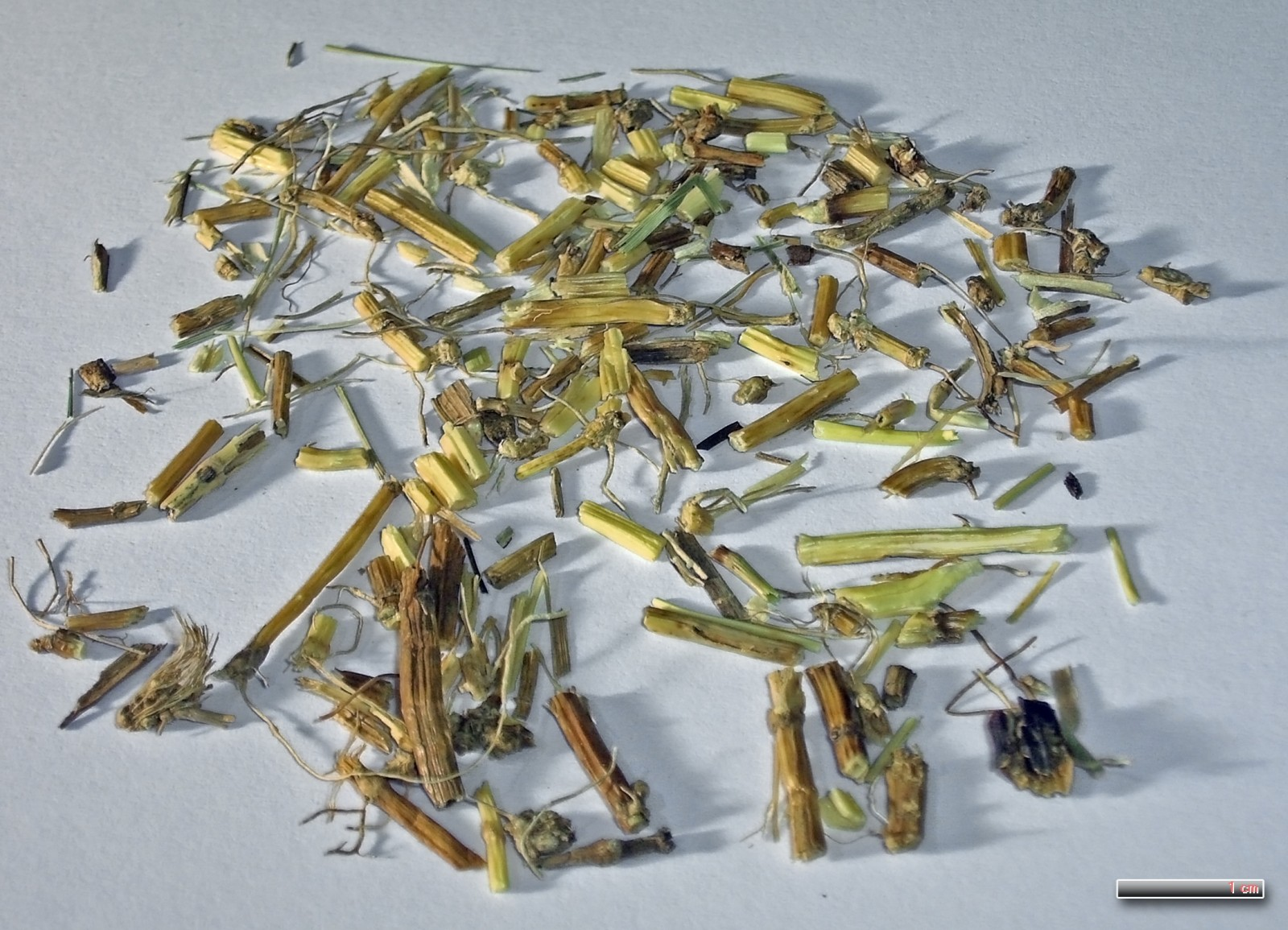
szárítva
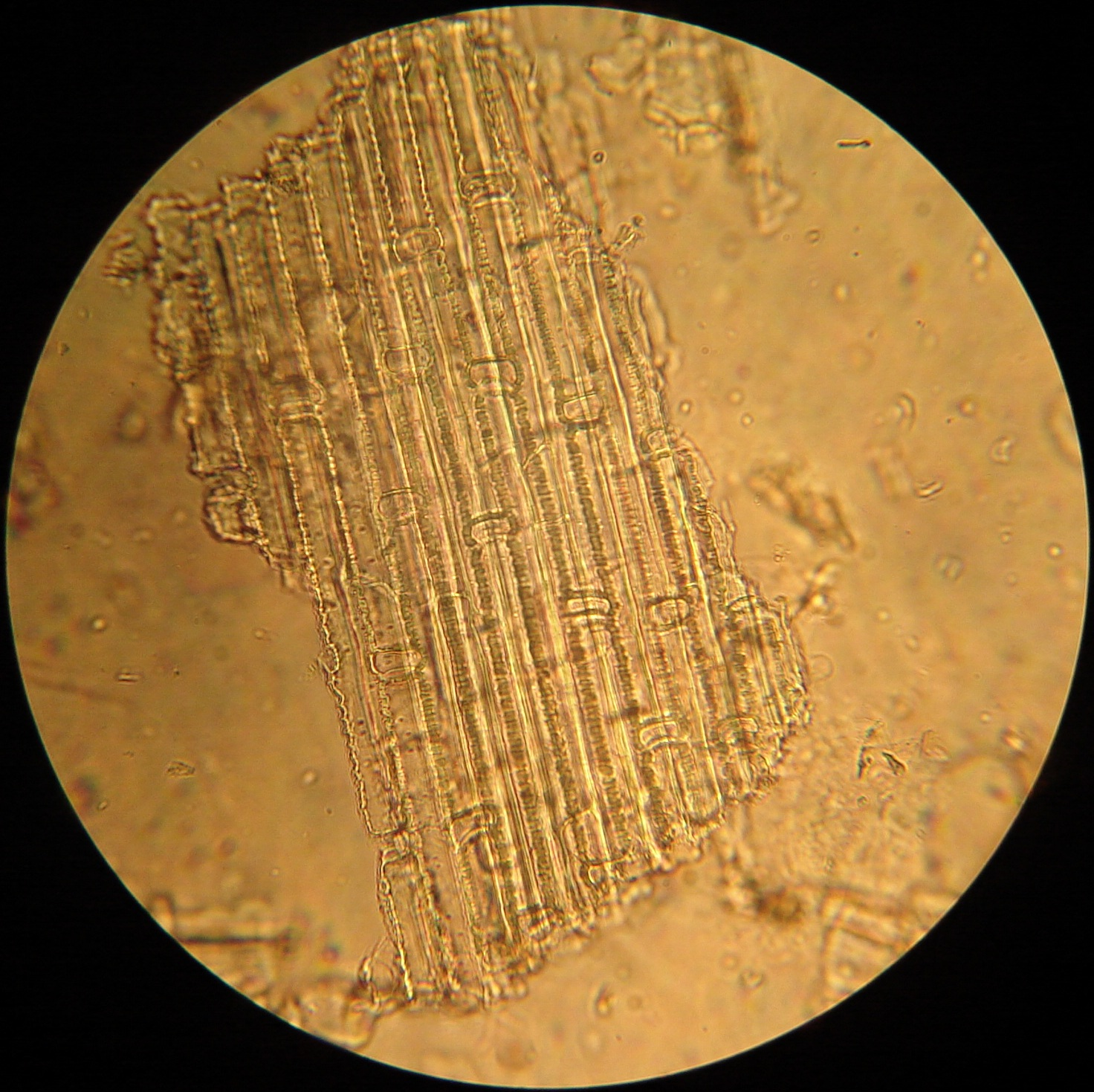
Külső váza mikroszkóp alatt; 40-szeres nagyítás
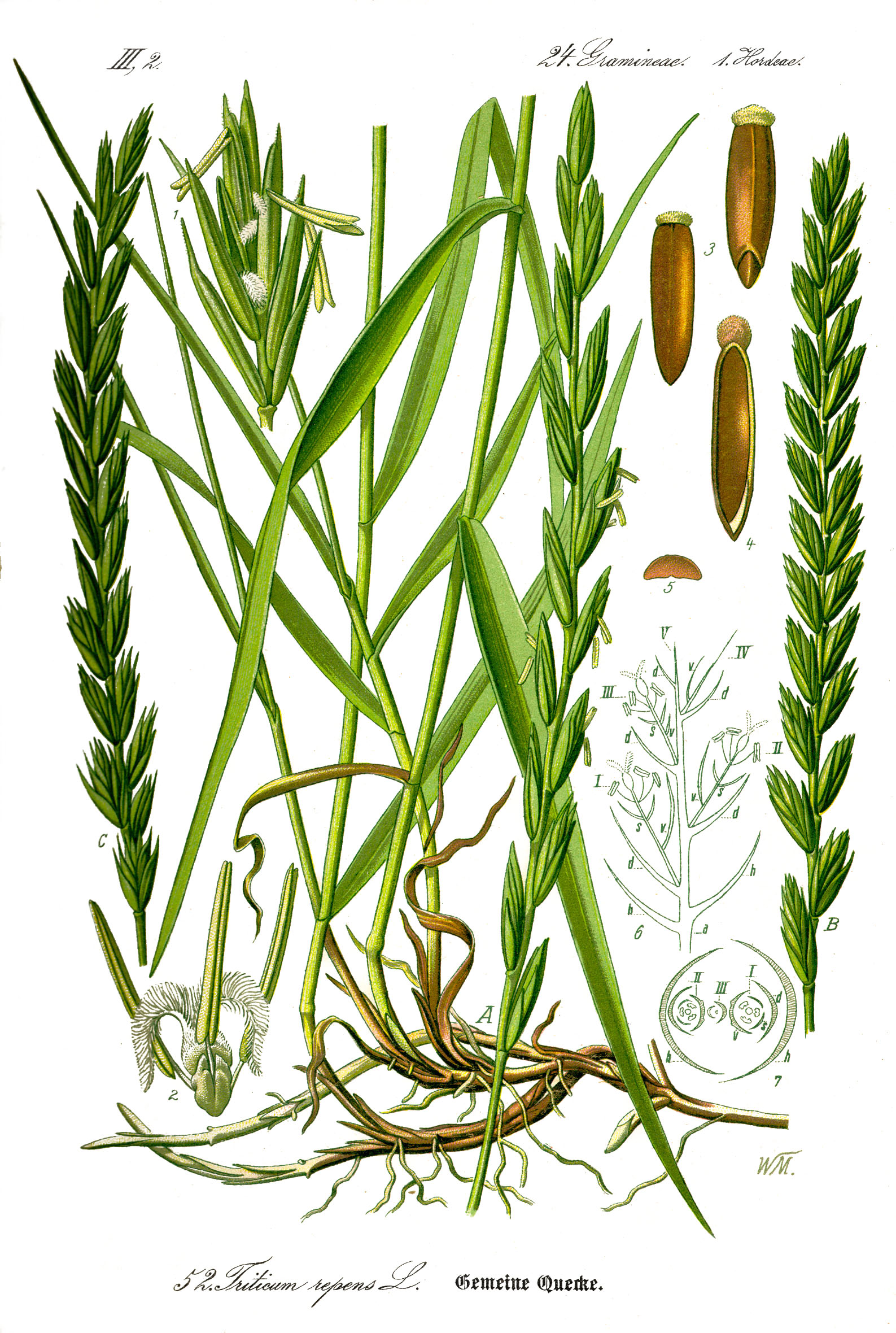
Rajzok a növényről
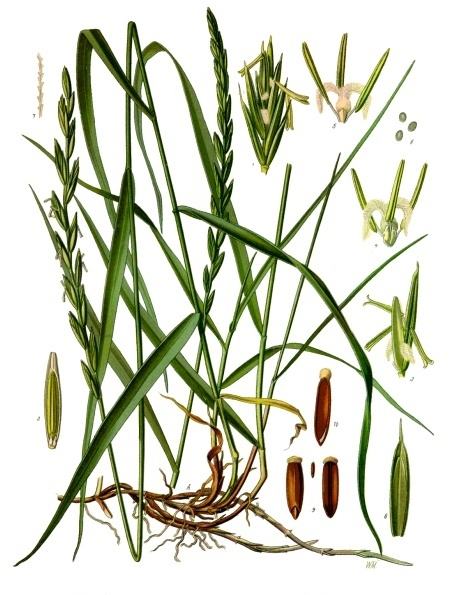